# Ägyptisch-Orientalische Sammlung des Kunsthistorischen Museums

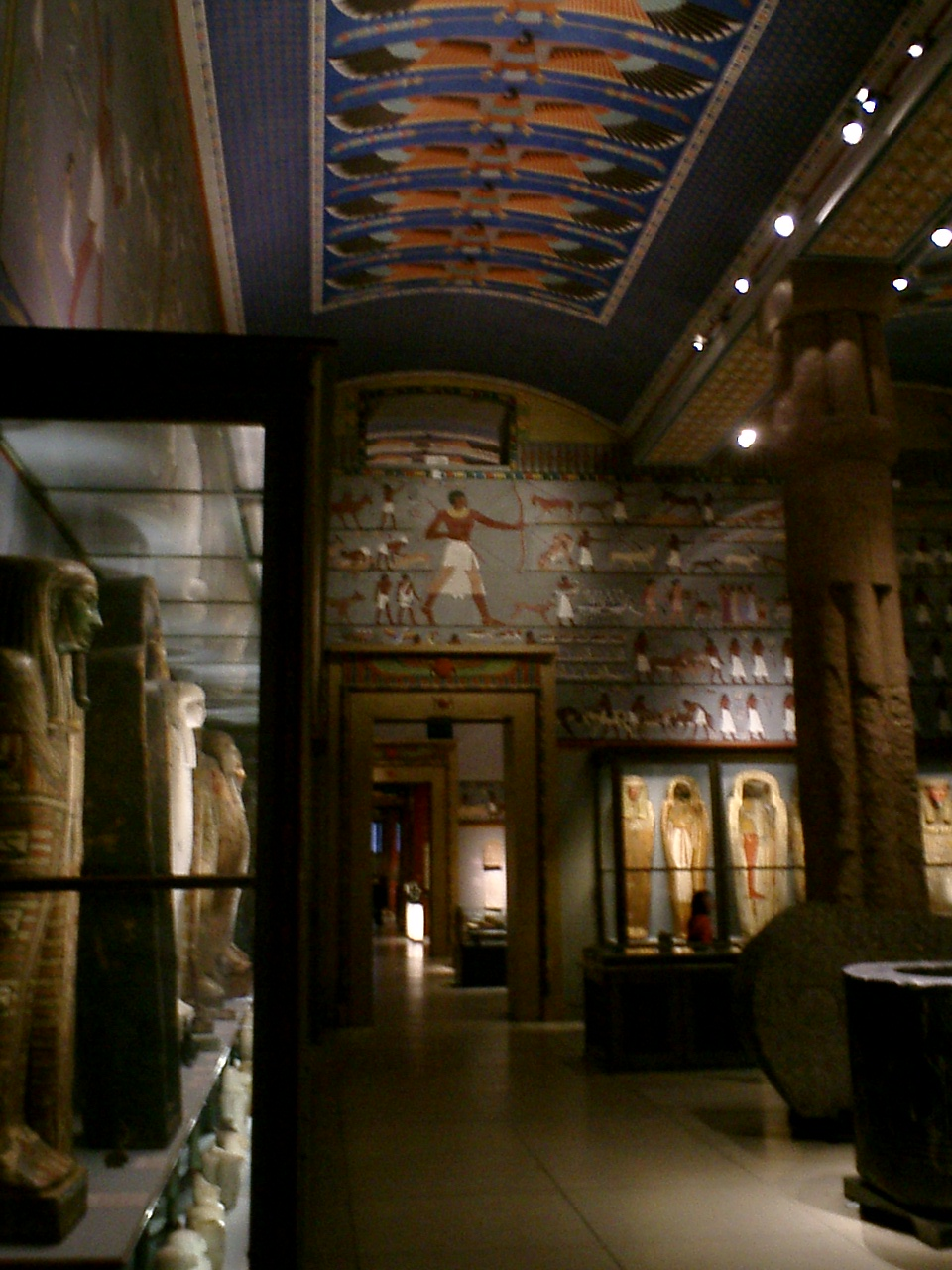
Raum der Ägyptisch-Orientalischen Sammlung

Die Ägyptisch-Orientalische Sammlung des Kunsthistorischen Museums in Wien ist mit rund 17.000 Objekten eine der großen Sammlungen ägyptischer Kunst in der Welt.

## Geschichte
Die Sammlung geht zurück auf die kaiserliche Kunstsammlung der Habsburger. Das früheste erworbene Objekt ist die im 16. Jahrhundert für Kaiser Ferdinand I. in Konstantinopel erworbene Statue des Gemnefharbak. In der zweiten Hälfte des 18. Jahrhunderts wurde das k.k. Münz- und Antikenkabinett gegründet, dessen Abteilung die ägyptische Sammlung bildete. 1821 konnten ca. 4000 Objekte in Ägypten erworben werden. Die ägyptische Sammlung war von 1823 bis 1863 im sogenannten Harrachschen Haus Palais Corbelli-Schoeller, Johannesgasse 7, öffentlich ausgestellt, seit 1863 im Unteren Belvedere. Seit 1891 befindet sie sich im neu errichteten Gebäude des Kunsthistorischen Museums. Ein weiterer bedeutender Ausbau gelang durch Funde aus den Grabungen von Hermann Junker in den Nekropolen von Gizeh.
Leiter
- Ernst von Bergmann (1867–1892)
- Alexander Dedekind (1892–1911)
- Hans Demel (1922–1951)
- Egon Komorzynski (1952–1976)
- Helmut Satzinger (1977–2003)
- Regina Hölzl (seit 2008)

## Sammlung
Objekte mit Artikeln in Wikipedia:
- Oberteil einer Statue König Thutmosis’ III. (KHM 70)
- Kopf eines Sphinx Sesostris’ III. (KHM 5813)
- Reservekopf (KHM 7787)
- Löwe, der ein Rind reißt (KHM 8020)
- Statuengruppe des Gottes Horus und des Königs Haremhab (KHM 8301)